# SN 2006bg
SN 2006bg – supernowa odkryta 27 marca 2006 roku w galaktyce A113525+5457. W momencie odkrycia miała maksymalną jasność 18,40m.